# 平尾和雄
平尾 和雄（ひらお かずお、1946年12月19日 - ）は、日本のノンフィクション作家。

## 経歴
埼玉県出身。東京都立大学 (1949-2011)卒。1972年ネパールのダウラギリ県タトパニ村でネパール人女性スルジェと結婚、旅館・スルジェ館を開業。87年帰国。
1981年『ヒマラヤ・スルジェ館物語』で第3回講談社ノンフィクション賞受賞。

## 著書
- 『ヒマラヤの花嫁』日本交通公社、1976　のち中公文庫
- 『ヒマラヤ・スルジェ館物語』講談社、1981　のち文庫
- 『ネパール旅の雑学ノート 暮らし/トレッキング/スルジェ館その後』ダイヤモンド社 1996
- 『スルジェ ネパールと日本で生きた女性』旅行人 2001

## 注
1. ↑  『文芸年鑑』2008年
2. ↑  『スルジェ　ネパールと日本で生きた女性』著者紹介